# Ligula intestinalis
Ligula intestinalis este un vierme cestod pseudofilid, parazit ca adult în intestinul păsărilor ihtiofage, iar ca larvă plerocercoidă în cavitatea generală la peștii dulcicoli și în special la unele ciprinide.  Viermele adult are formă de panglică, lungă până la 1 m, dar neîmpărțită în proglote, deși, în interior organele genitale se repetă într-o  lungă   serie  liniară.

## Ciclul evolutiv
Ciclul evolutiv cuprinde trei gazde, din care două gazde intermediare și una definitivă (ciclu evolutiv heteroxen).
Ouăle de Ligula ajung în apă odată cu excrementele păsărilor ihtiofage care reprezintă gazda lor definitivă. În mediul acvatic, oul eclozează și se transformă într-o larvă ciliată liberă și mobilă: coracidiu,  care rezistă liber în apă 4 – 5 zile. Coracidiul conține în interior oncosfera, prevăzută cu trei perechi de cârlige.
Larva coracidiu rezistă liberă în apă 4-5 zile, timp în care poate fi înghițită de prima gazdă intermediară, un copepod (Diaptomus, Cyclops, Mesocyclops, Eudiaptomus, etc.) care este un crustaceu zooplanctonic. În tubul digestiv al acestora, din coracidiu iese oncosfera, care, trece în cavitatea generală a corpului crustaceului, unde, după 12-14 zile se transformă în larva procercoidă infestantă.
Ca și la Diphyllobothrium copepodul infestat cu procercoizi poate fi înghițit de un pește zooplanctonofag (ciprinide, siluride, percide, esocide, mai ales crapul sau costrășul): a doua gazdă intermediară în care larva procercoidă se transformă în plerocercoid. Acesta din urmă se localizează în cavitatea abdominală a peștilor, unde se hrănește, crește, și rămâne acolo pentru o lungă perioadă de timp (mai mult de doi ani). Plerocercoidul asemănător cu adulții, au doua șanțuri longitudinale mediane, sunt musculoși, albi, plați cu aspect de curea și se dezvoltă enorm, având 10-100 cm lungime și 0,5- 1,5 cm lățime. Larvele fiind deci mari, umflă abdomenul peștelui-gazdă.
În fine, acest pește parazitat poate fi ingerat de o pasăre acvatică ihtiofagă, în special de cufundaci (Podiceps, Colymbus), care este gazdă definitivă în care larva plerocercoidă se transformă în forma sa adultă, care trăiește în intestinul acestei pasări. Aceasta ajunge la maturitate în 1-3 zile și produce ouă care sunt eliberate în apă prin excrementele păsării încheind astfel ciclul și inițiind ciclul următor. După depunerea ouălor, viermii pier. Timpul de ședere a parazitului la pasărea acvatică este foarte scurt (2-5 zile) și trecerea formei plerocercoide la ligula matură este de asemenea foarte scurt.

## Importanța
Ligula este agentul patogen al ligulozei la pești (crap, caras, novac, cosaș) și produce mari pagube în crescătoriile de crapi, pe care îi omoară, mai ales datorită faptului că prin masa lor enormă paraziții împiedică circulația sângelui, provocând atrofia mușchilor și a altor organe și provoacă anemieri puternice. Atrofierea glandelor sexuale conduce la sterilitate.